# Schwartziella catesbyana
Schwartziella catesbyana är en snäckart som först beskrevs av d'Orbigny 1842.  Schwartziella catesbyana ingår i släktet Schwartziella och familjen Rissoidae. Inga underarter finns listade i Catalogue of Life.